# تکیه میرفندرسکی
تکیهٔ میر فِندِرِسکی به اختصار تکیه میر، مربوط به دوره صفوی است و در اصفهان، تخت فولاد واقع شده و این اثر در تاریخ ۱۶ تیر ۱۳۶۴ با شمارهٔ ثبت ۱۶۷۶ به‌عنوان یکی از آثار ملی ایران به ثبت رسیده است.
در این تکیه مقبرهٔ میرفندرسکی حکیم و دانشمند نامدار عصر صفویه قرار دارد. در مجاورت این تکیه، تکیهٔ بختیاری‌ها و تکیه صمصام مدفن برخی بزرگانِ ایلِ بختیاری در جنوب این تکیه قرار گرفته است.
در سال ۱۳۹۶ مجموعهٔ آموزشی-پژوهشی خانه حکمت با هدف احیای میراث مکتب اصفهان به کمک جمعی از استادان دانشگاه اصفهان و حمایت شهرداری اصفهان در مجاورت این تکیه افتتاح شد.

## اطلاعات بنا
تکیه میر فندرسکی در بخشی از اراضی شمال غربی مزارستان تاریخی تخت فولاد اصفهان قرار دارد. تاریخچه ساخت آرامگاه میرفندرسکی به قبل از سال ۱۰۲۴ ق می‌رسد. این آرامگاه چهار ایوانی است و در مجموع ۲۶ باب حجره در چهار ایوان یا اضلاع آن وجود دارد.
در این بنا، مزار میر ابوالقاسم فندرسکی، فرزند میرزا بیگ بن امیر صدرالدین موسوی حسینی استرآبادی فندرسکی و از بزرگان حکمت و عرفان دوره صفویان قرار دارد. همچنین مزار عده ای از سران ایل بختیاری، مانند حسینقلی خان بختیاری، در اتاقهای این تکیه قرار دارد. سردار اسعد بختیاری و شعرا و علمای بسیاری، از جمله محمد حسین، متخلص به عنقا و ملقب به ملک الشعرا، سردار مریم بختیاری در این تکیه مدفون می باشند. مزار میرفندرسکی در ضلع غربی صحن تکیه و در فضای باز قرار دارد. در تکیه بختیاری‌ها سنگ مزار های ارزشمندی بکار رفته و موجود است.

## وضعیت تکیه
شمال این تکیه به خیابان شیخ مفید و بخشی از مقبره بختیاری‌ها و در جبههٔ شرقی حریم تکیه است که به گذر محدود می‌شود و جنوب آن به تکیهٔ درویش عبدالمجید طالقانی و تکیه بختیاری‌ها و از جبهة غربی نیز به بخشی از مقابر بختیاری‌ها محدود می‌گردد. کلیه بناهای تکیه در چهار جبهه دور صحن قرار دارند که این بناها مربوط به دورهای مختلف (قبل از صفویه، زندیه، قاجاریه، معاصر) است. البته بر اساس نظریه جلال‌الدین همایی و  مهدوی ، این تکیه خانقاه بابالکات از خانقاه‌های سده‌های قبل از صفویه است که در دوران صفویه مدفن میرفندرسکی می‌گردد و در این راستا بیشتر فضاهای آن اعم از ایوانچه‌ها و زاویه‌ها و خلوت‌های آن تبدیل به مقابر خصوصی می‌گردد.

## افراد سرشناس دفن شده
- میرفندرسکی؛ حکیم، فیلسوف، فقیه و دانشمندِ دوره صفوی
- عبدالحسین سپنتا؛ کارگردان اولین فیلم ناطق ایرانی
- حسین شهناز، موسیقی‌دان
- علیمرادخان زند؛ پادشاه ایران در عهد زندیه نیز ابتدا در تکیه میر دفن و سپس جنازه اش به نجف منتقل شد.

### تکایای مجاور

#### تکیهٔ بختیاری‌ها
- حسین‌قلی‌خان ایلخانی بختیاری
- اسفندیارخان بختیاری سردار اسعد اول
- علیقلی‌خان سردار اسعد؛ ایلخان معروف و روشنفکر هفت‌لنگ بختیاری و از شخصیت‌های اصلی انقلاب مشروطه
- بی‌بی مریم بختیاری؛ زن تحصیلکرده و مبارز انقلاب مشروطه و دارنده بالاترین مدال شجاعت کشور آلمان
- داراب افسربختیاری؛ شاعر معاصر بختیاری

#### تکیهٔ صمصام
- صمصام‌السلطنه؛ از سران ایل بختیاری و دو دوره رئیس‌الوزرای ایران
- مرتضی‌قلی‌خان صمصام؛ نمایندهٔ اصفهان در دوره دوم مجلس شورای ملی

## نگارخانه

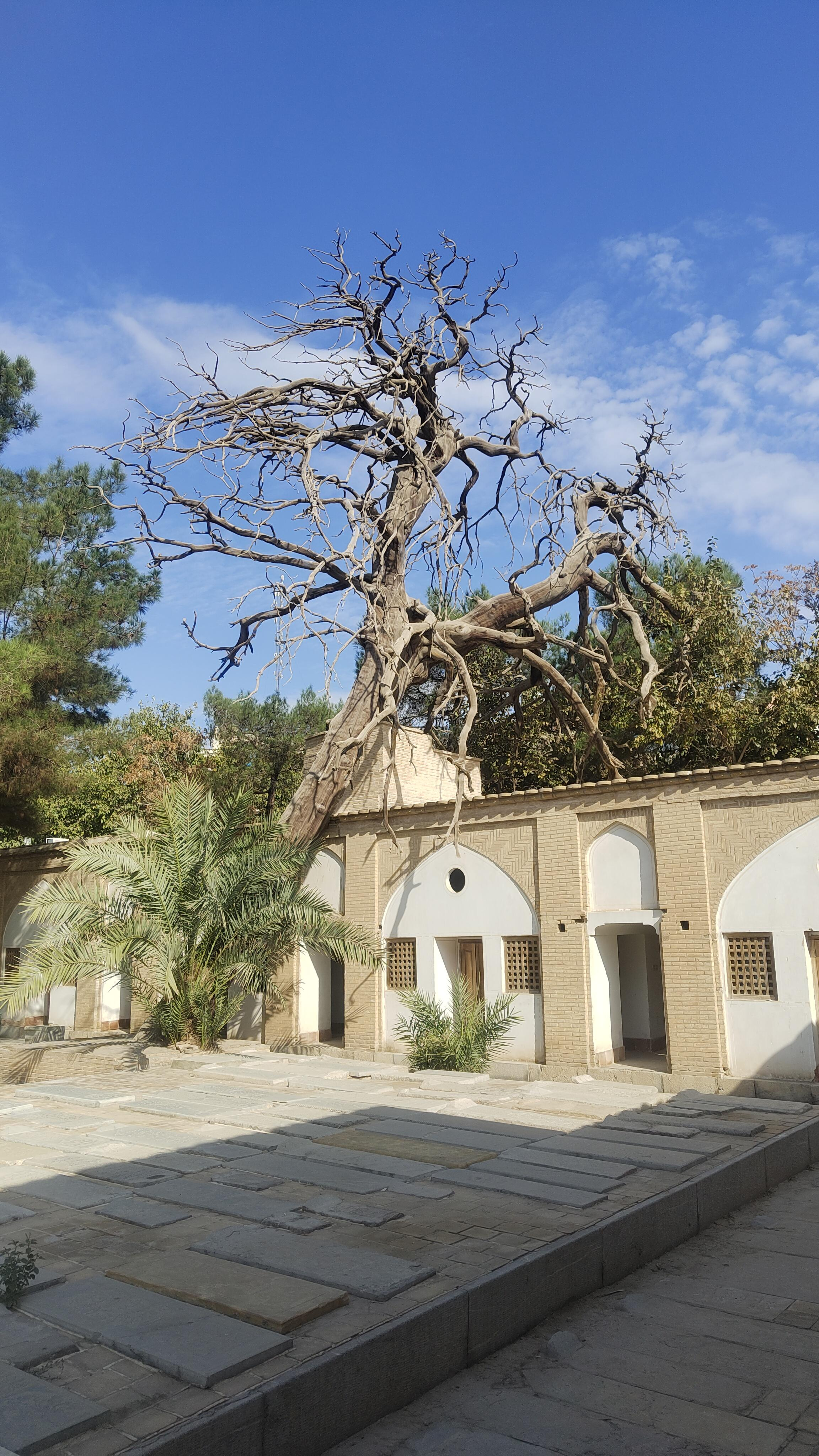
درخت در حیاط اصلی
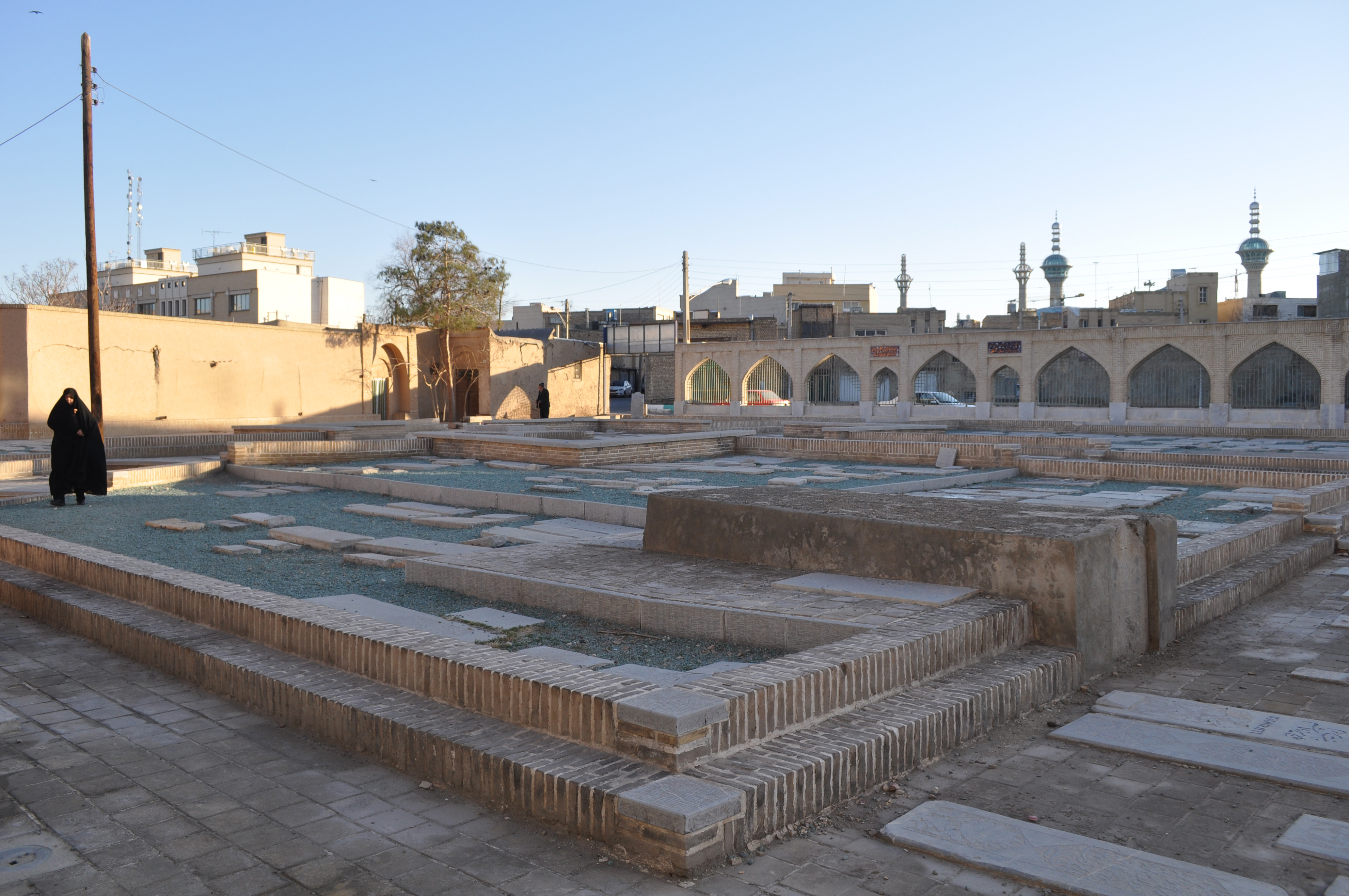
اطراف تکیه میرفندرسکی
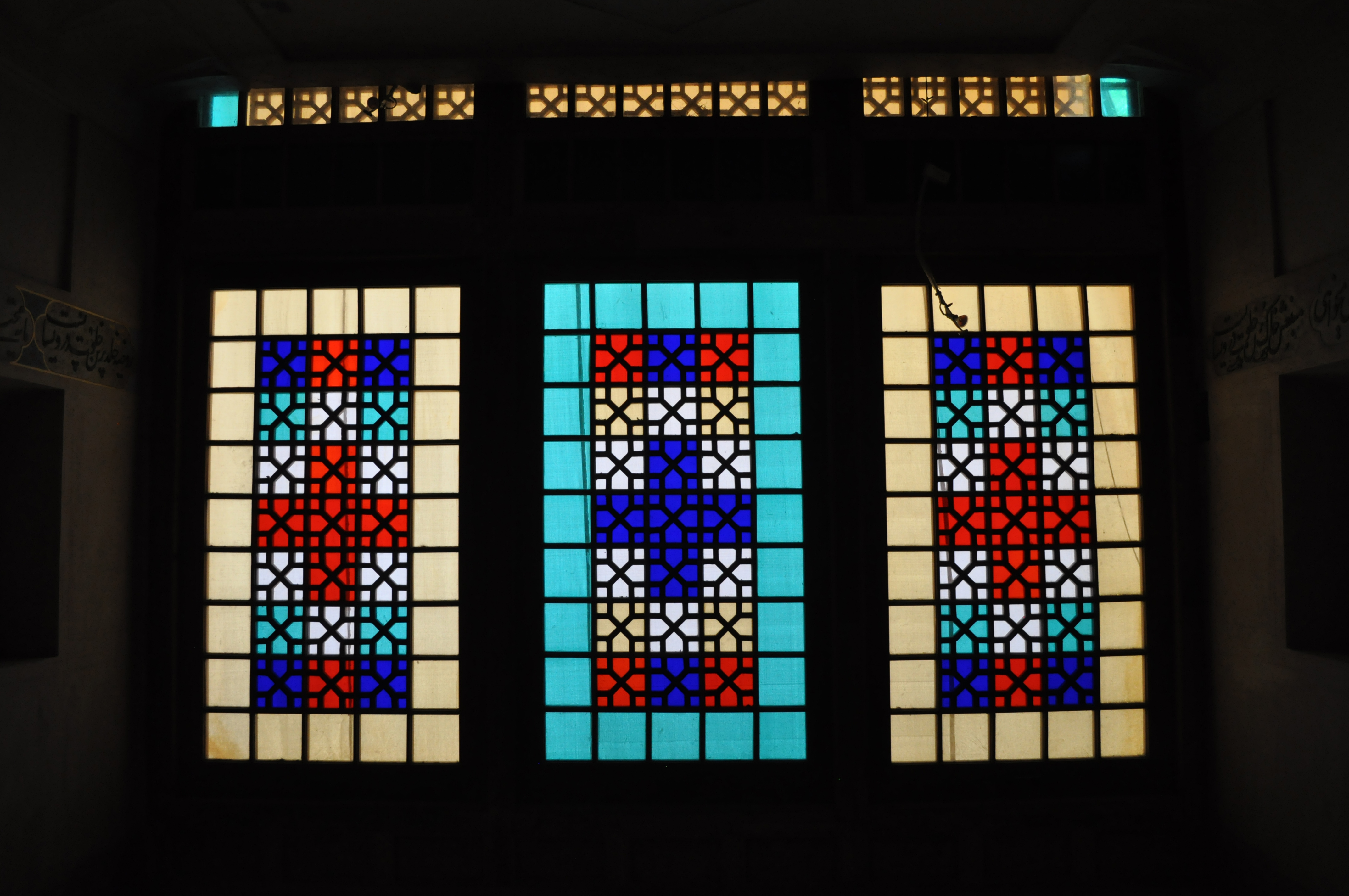
اتاق میرفندرسکی
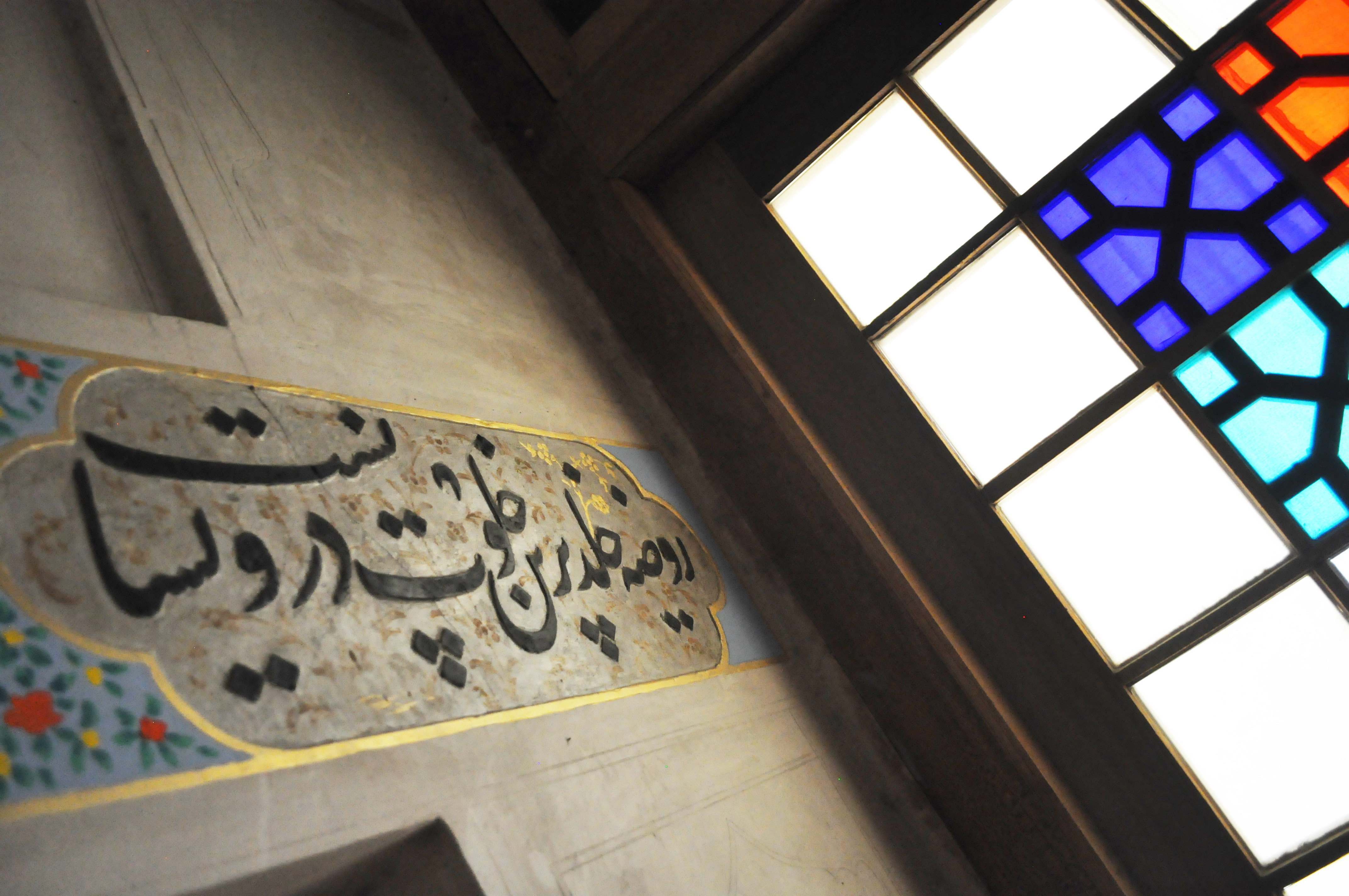
اتاق میرفندرسکی؛ خطاطی میرعماد
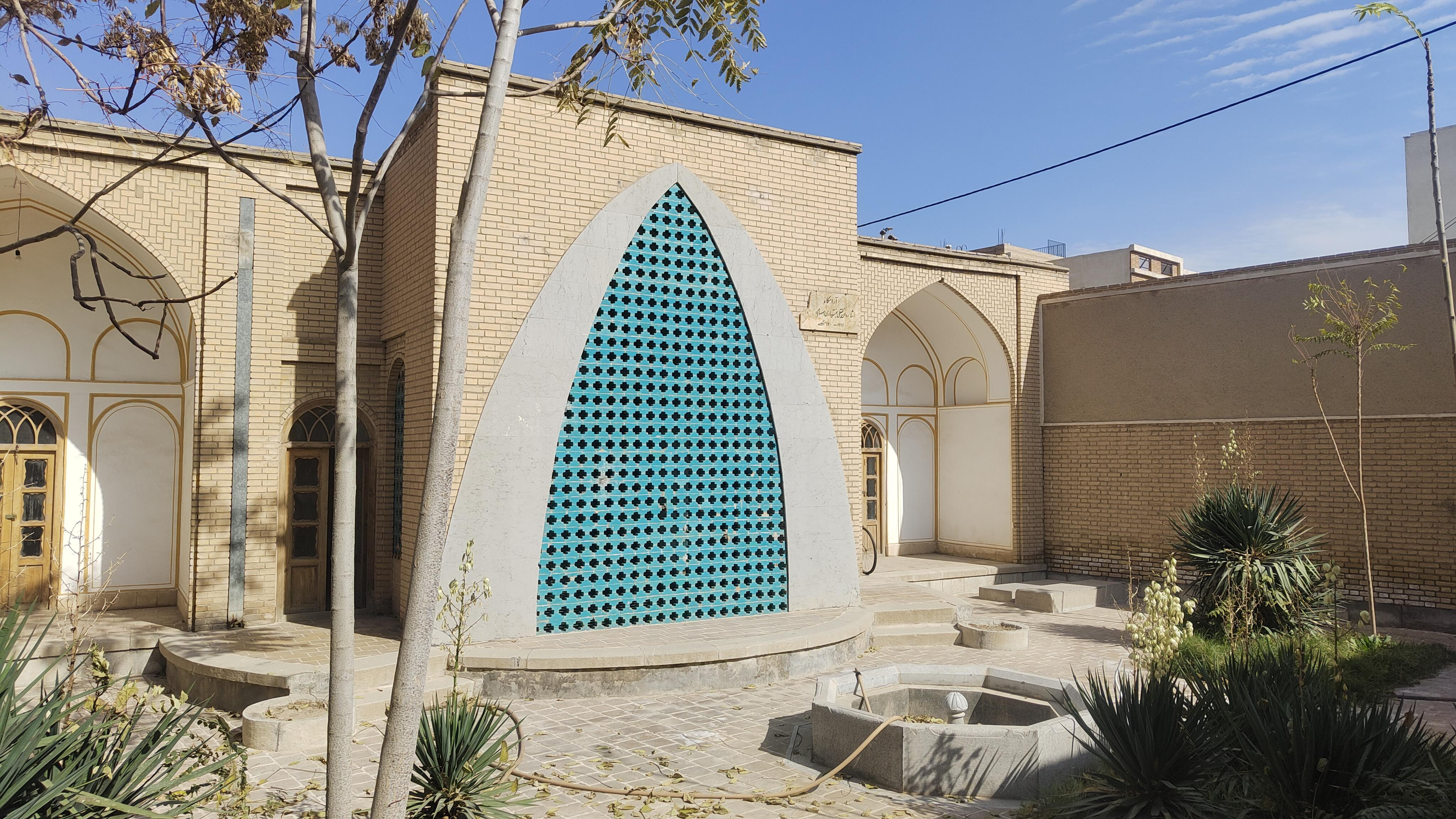
تکیه صمصام
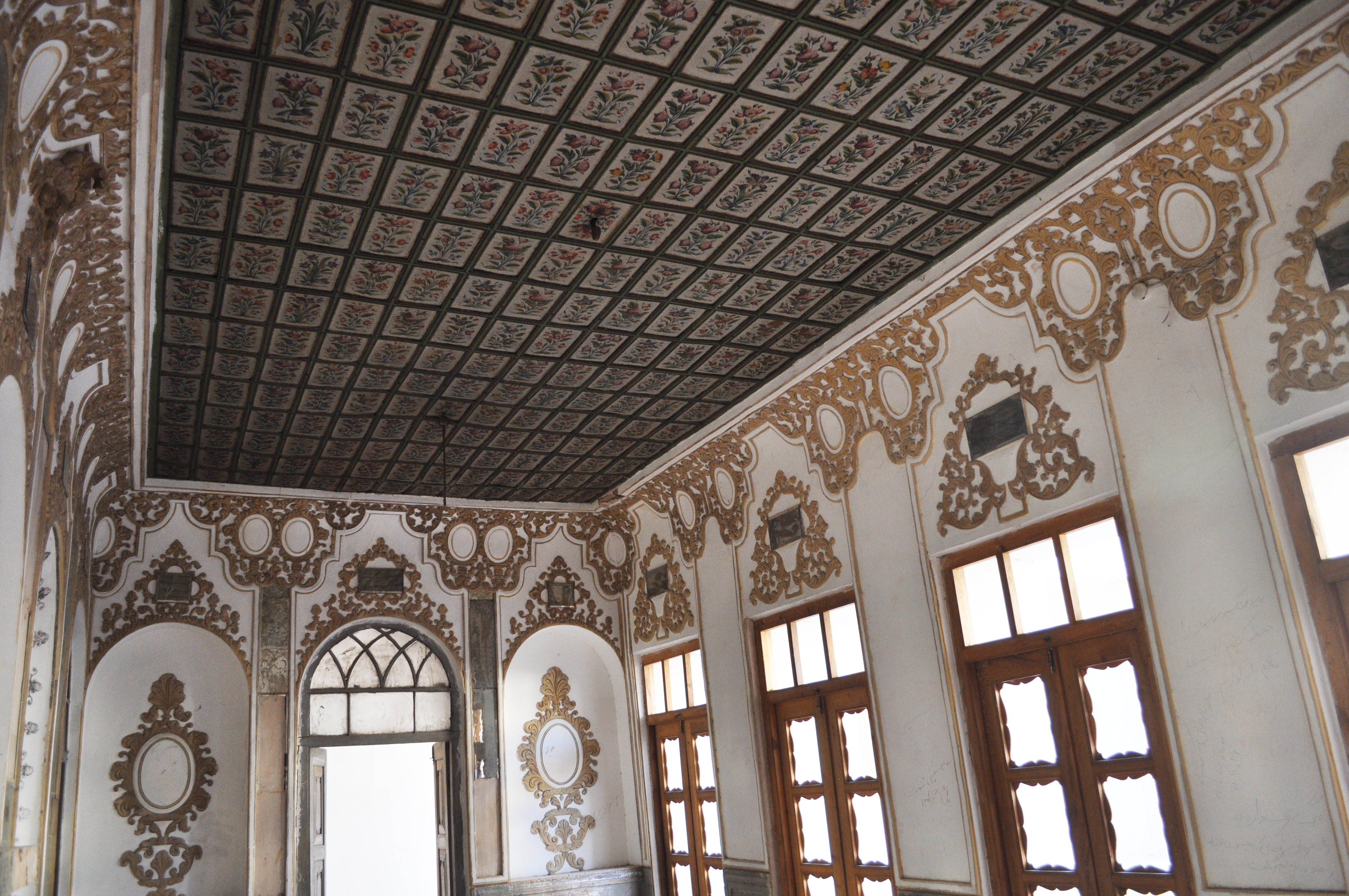
یکی از اتاق‌های تکیه میرفندرسکی
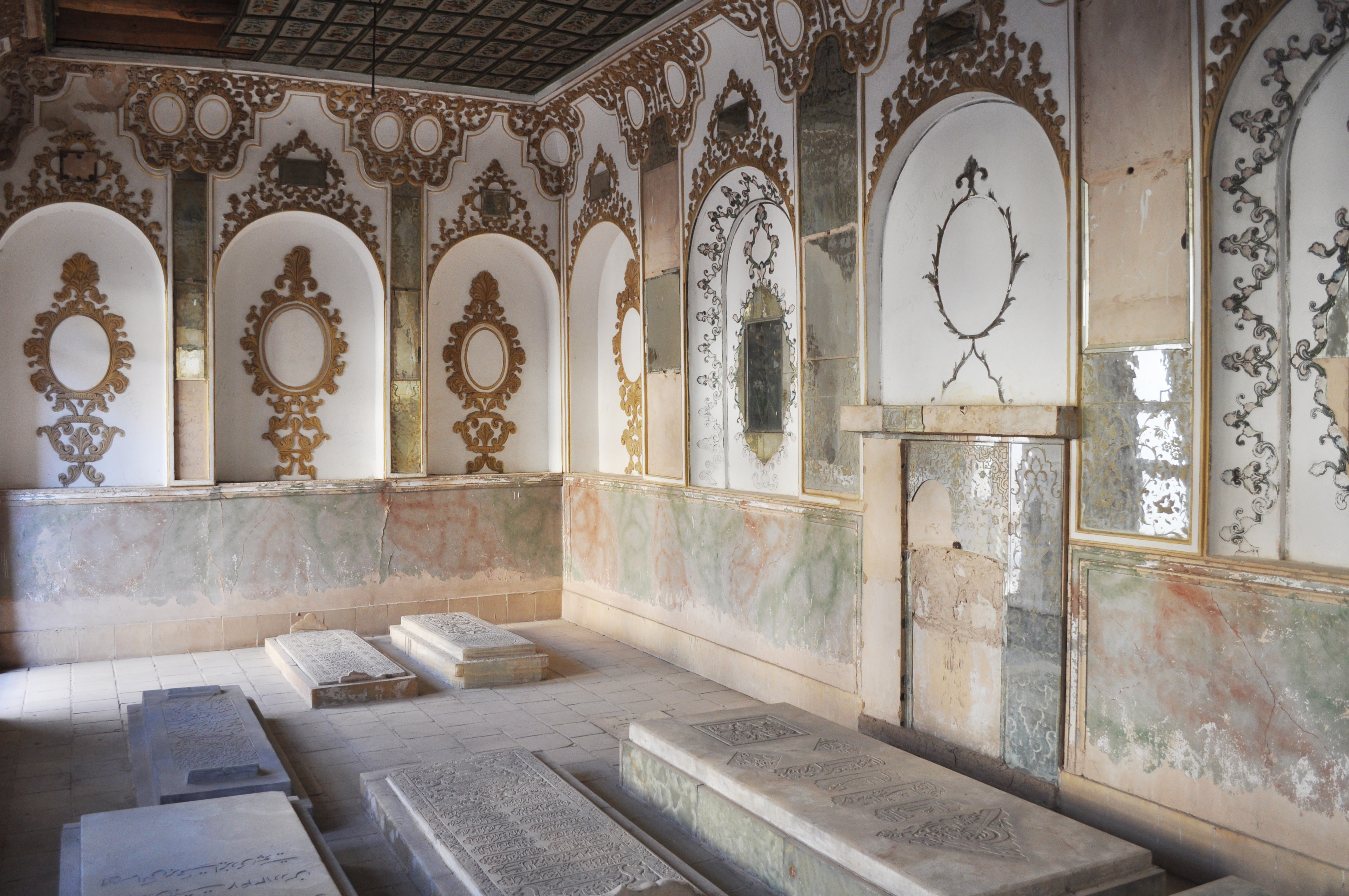
یکی از اتاق‌های تکیه میرفندرسکی